# Tengai Makyō
Tengai Makyō, aussi connu sous le nom de Far East of Eden, est une série de jeux vidéos de rôle sortie au Japon et à Taïwan. La série a été conçue par Ōji Hiroi et développée par Red Company, faisant ses débuts sur le système PC Engine CD-ROM² System en 1989.
La série est devenue populaire au Japon, où elle était l'une des séries de RPG les plus populaires de l'ère 16 bits, avec Dragon Quest d'Enix et Final Fantasy de Squaresoft. Son succès est dû en partie au fait que le Tengai Makyō original était le premier RPG publié pour le nouveau format CD-ROM, qu'il a utilisé pour créer un jeu plus grand et introduire des cinématiques animées entièrement doublées ainsi que de la musique CD dans le genre[réf. nécessaire].
Bien qu'initialement prévu pour n'être composée de seulement trois jeux[réf. nécessaire], elle s'est développée pour englober plusieurs remakes, gaiden et spin-offs de genres différents sur diverses plateformes. Malgré la vente de plus de 2,2 millions d'exemplaires au Japon, la série est largement méconnue dans d'autres territoires, avec un seul jeu sorti à l'international.

## Aperçu
La série principale est composée de trois jeux distincts dans le pays de « Jipang » (un Japon féodal fictif utilisant le nom donné par le marchand italien Marco Polo ), chacun suivant un descendant du « Clan du Feu » et un groupe de personnage secondaire dans des batailles contre une gamme de méchants souvent comiques. Les histoires des jeux, bien que principalement de type « fantastique », sont inspirées et parodiées par les idées fausses que les sociétés occidentales ont sur la culture japonaise.
Le premier jeu Tengai Makyō: Ziria (1989), sorti pour le système PC Engine CD-ROM², était notable pour être le premier jeu vidéo de rôle sorti sur CD-ROM et le premier du genre à proposer des cinématiques animées et du doublage. L'intrigue et les personnages ont été inspirés par le conte populaire japonais Jiraiya Goketsu Monogatari (avec le nom du protagoniste délibérément mal orthographié, conformément au thème fantastique). La musique du jeu a également été composée par le musicien lauréat d'un Oscar, Ryuichi Sakamoto. Le jeu a été présenté en avant-première dans le numéro de novembre 1990 de Computer Gaming World . L'écrivain Roe R. Adams (également co-développeur des jeux Wizardry ) le décrit comme « un jeu vraiment gigantesque » qui « semble avoir la taille de 2 ou 3 Ultima mis ensemble ». Il suggère que, si « NEC peut gérer le travail de traduction gigantesque, Ziria pourrait être le jeu à succès de 1991 », à moins que « bien sûr, Nintendo ne contre-attaque avec Zelda III ou Dragon Quest III, et Sega avec Phantasy Star III ».
La suite Tengai Makyō II: Manjimaru (1992) aurait été le jeu le plus cher jamais réalisé jusqu'à cette date ;  le programmeur principal du jeu, Hiromasa Iwasaki, a révélé plus tard que le budget de développement était d'environ ¥500 million, ce qui en fait peut-être la première production de jeu AAA sur CD-ROM. La musique a été composée par Joe Hisaishi, connu pour avoir composé les bandes sonores des films d'animation du Studio Ghibli tels que Le Château dans le ciel (1986), Princesse Mononoke (1997) et Le Voyage de Chihiro (2001). Il était prévu de sortir Tengai Makyō II en Amérique du Nord, mais en raison de l'échec de la TurboGrafx-16 sur ce marché, aucun jeu Tengai Makyō n'y sortira jusqu'à Far East of Eden: Kabuki Klash (1995).

## Créateurs
Les jeux sont en grande partie la création d'Oji Hiroi et de Red Company (aujourd'hui Red Entertainment ). Pratiquement toutes les tâches de publication ont été gérées par Hudson Soft.
La série est censée être basée sur un livre intitulé « Far East of Eden » écrit par un certain Paul Hieronymus Chada (généralement écrit PH Chada), qui est présenté comme un professeur d'études orientales du Smithsonian au XIXe siècle. Le livre et PH Chada n'existent pas, et « PH Chada » est en fait dérivé de « Prince (Oji) Hiroi ». Cela fait partie de la manière dont le décor de la série est censé être basé sur les  idées fausses que les sociétés occidentales avaient à l'égard du Japon dans le passé. La personne « Hiroshi Adachi » créditée comme créateur de la série est également fictive, les rôles pour lesquels il est crédité étant en réalité interprétés par Hiroi. « Adachi »/« Chada » avait également un site Web personnel qui était en fait géré par Hiroi.
Oji Hiroi et Red Company deviendront plus tard connus pour avoir créé la série Sakura Wars pour la Sega Saturn. Sakura Wars a adopté divers éléments de la série, notamment un décor japonais pré-moderne et l'utilisation de cinématiques animées et de doublage.

## Jeux
Des épisodes de la franchise ont été publiés sur plusieurs plateformes de consoles et mobiles, y compris des remakes pour les systèmes plus récents, tels que la compilation PSP Tengai Makyō Collection, qui contient les quatre principaux titres PC Engine.
| Year | Title                                    | Genre      | Original Platform       |
| ---- | ---------------------------------------- | ---------- | ----------------------- |
| 1989 | Tengai Makyō: Ziria                      | RPG        | PC Engine CD            |
| 1992 | Tengai Makyō II: Manji Maru              | RPG        | PC Engine CD            |
| 1993 | Tengai Makyō: Fuun Kabukiden             | RPG        | PC Engine CD            |
| 1994 | Tengai Makyō: Deden no Den (promo)       | Labyrinthe | PC Engine CD            |
| 1995 | Tengai Makyō: Kabuki Ittou Ryoudan       | Combat     | PC Engine CD            |
| 1995 | Far East of Eden: Kabuki Klash           | Combat     | NeoGeo                  |
| 1995 | Tengai Makyō: Dennou Karakuri Kakutouden | Combat FMV | PC-FX                   |
| 1995 | Tengai Makyō Zero                        | RPG        | Super Famicom           |
| 1997 | Tengai Makyō: Daiyon no Mokushiroku      | RPG        | Sega Saturn             |
| 2003 | Oriental Blue: Ao no Tengai              | RPG        | Game Boy Advance        |
| 2003 | Tengai Makyō II: Manji Maru (remake)     | RPG        | GameCube, PlayStation 2 |
| 2004 | Tengai Makyō Mobile                      | RPG        | iPhone                  |
| 2005 | Tengai Makyō III: Namida                 | RPG        | PlayStation 2           |

### Jeux annulés
- Bleu Oriental (Nintendo 64 DD) [8]
- Tengai Makyō: Jipang Seven (jeu sur navigateur)

## Autres médias
Un OVA en deux épisodes intitulé Tengai Makyō Ziria Oboro-hen a été réalisé en 1990.
Tengai Makyō a également été inclus dans les deux volumes de l'anthologie manga de 1992 Hudson Makyō  de Minori Shobo, qui présentait des histoires sur différentes franchises Hudson.

Le protagoniste de Tengai Makyō II, Manjimaru Sengoku, apparaît comme un personnage jouable dans le jeu de combat crossover de 2003 DreamMix TV World Fighters .